# Gamma Arae
Gamma Arae (γ Arae, förkortat Gamma Ara, γ Ara)  är en dubbelstjärna belägen i den mellersta delen av stjärnbilden Altaret. Den har en skenbar magnitud på 3,34, är synlig för blotta ögat och är den fjärde ljusaste stjärnan i stjärnbilden. Baserat på parallaxmätning inom Hipparcosuppdraget på ca 2,9 mas, beräknas den befinna sig på ett avstånd på ca 1 100 ljusår (ca 340 parsek) från solen.

## Egenskaper
Gamma Arae är en blå till vit superjättestjärna av spektralklass B1 Ib . Den har en radie som är ca 23 gånger större än solens och utsänder från dess fotosfär ca 120 000 gånger mera energi än solen vid en effektiv temperatur av ca 21 500 K.
Gamma Arae roterar snabbt med en prognostiserad rotationshastighet av 269 km/s vilket gör att absorptionslinjerna i spektret blir oskarpa på grund av Dopplereffekten, vilket i sin tur gör dem svårare att analysera. Den är en periodiskt variabel stjärna som genomgår ickeradiella pulsationer med en primärperiod på 1,1811 dygn och en sekundärperiod på 0,1281 dygn.
Det finns viss oenighet om massan hos Gamma Arae, där Tetzlaff et al. (2011) uppskattar massan till 12,5 ± 0,6  gånger solens massa, medan Fraser et al. (2010) ger en massa på ca 19 och Lefever et al. (2007) listar ett värde på 25. Den avger massa genom sin stjärnvind med en hastighet av 3,0 × 10-8 solmassor per år vilket betyder att den förlorar motsvarande solens massa varje 33 miljoner år. Vinden påverkas av stjärnans snabba rotation, vilket resulterar i ett ökat utflöde längs ekvatorn.
Gamma Arae har en optisk följeslagare belägen med en vinkelseparation av 17,9 bågsekunder, som är en stjärna huvudserien av spektraltyp A med en skenbar magnitud av 10,5.